# Massacre de Kumba
Le massacre de Kumba est une tuerie en milieu scolaire survenue le 24 octobre 2020 à la Mother Francisca International Bilingual Academy, à Kumba dans la région du Sud-Ouest du Cameroun, lors de la crise anglophone. 

## Contexte
Depuis 2017, des groupes séparatistes et l'armée s'affrontent dans les régions du Nord-Ouest et du Sud-Ouest, où vit l'essentiel de la minorité anglophone, dont une partie s'estime marginalisée par la majorité francophone du pays. Dès le début du conflit, les séparatistes déclarent un boycott scolaire, attaquent et brûlent les écoles qui refusent de fermer leurs portes. Entre février 2017 et mai 2018, au moins 42 écoles sont visées. Certains séparatistes considèrent les écoles comme des cibles légitimes car le français y est enseigné comme une matière obligatoire.
En 2020, les combats au Cameroun anglophone, mais aussi les exactions et meurtres de civils par les deux camps, ont fait plus de 3 000 morts et forcé plus de 700 000 personnes à fuir leur domicile, selon de nombreuses ONG.
Le complexe scolaire privé Mother Francisca International Bilingual Academy, situé à Kumba, n’a lancé ses activités qu’en début d’année scolaire 2020-2021.

## Déroulement
Le 24 octobre 2020, vers midi, des assaillants habillés en civils, armés de machettes et d'armes de guerre arrivent sur trois motos devant l'école Mother Francisca International Bilingual Academy et font irruption dans une salle de classe où ils ouvrent le feu sur des élèves, tuant des élèves âgés de 12 à 14 ans et blessant grièvement d'autres,,. Un bilan de six élèves assassinés, dont cinq filles et un garçon, tous âgés entre neuf et douze ans ; (4 ou 8 morts selon d'autres sources),,,, et treize blessés, soit dix filles et trois garçons, dont sept cas avérés préoccupants est annoncé,. 
Dans une tentative de fuite, certains élèves sont blessés en sautant du second étage du bâtiment. Des blessés sont conduits vers l'hôpital de district de la ville.

## Victimes
- Nzakame Ramane, 10 ans
- Nguemene Princess, 11 ans
- Anagym Jennifer, 11 ans
- Ngwane Rey Mongue, 12 ans
- Victory Ngamenyi Camibon, 12 ans
- Scheygnia Cindi, 14 ans
- Che Telma, 15 ans[5]

## Responsabilité
Bien que les auteurs de l'attaque n'aient pas été formellement identifiés, le gouvernement attribue le massacre aux séparatistes.

## Réactions

### Nationales

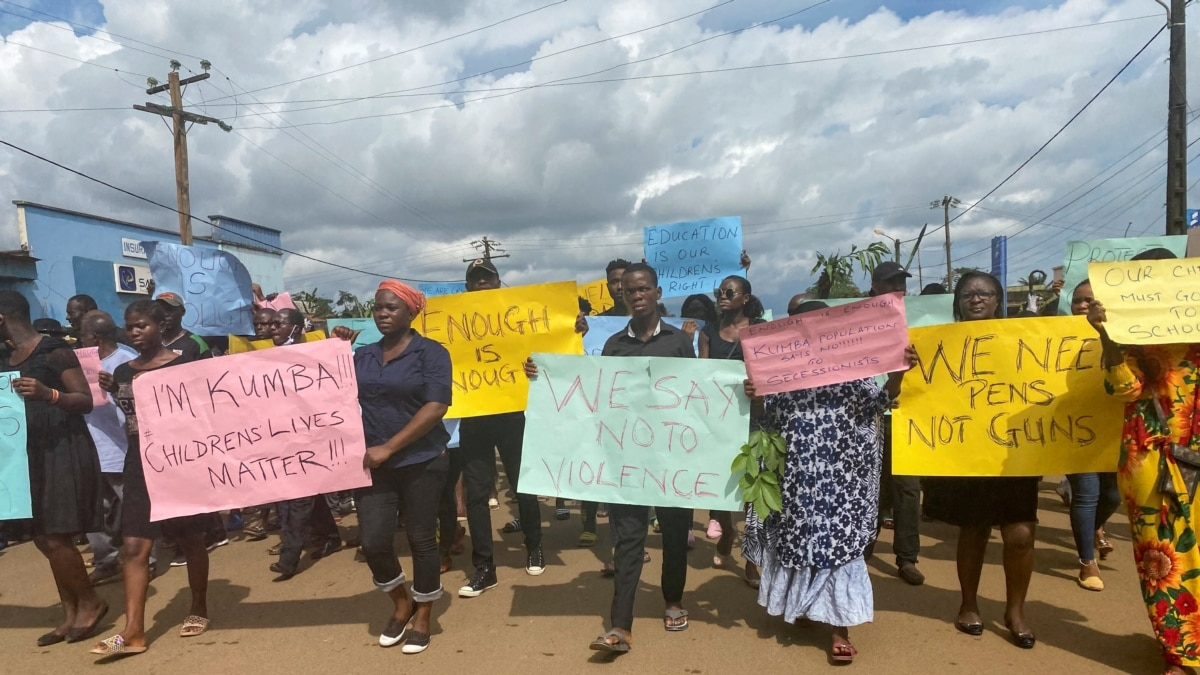
Manifestation à Kumba contre les attaques d'écoles.

Le 24 octobre 2020, le Premier ministre Joseph Dion Ngute organise une réunion d'urgence sur la situation. L'homme politique Maurice Kamto, président du Mouvement pour la renaissance du Cameroun (MRC), déclare sur Twitter : « Horreur absolue. Ma peine est sans borne. Je condamne cet acte odieux avec la dernière énergie. Combien de morts faut-il encore pour qu'une solution politique ramène la paix  dans le NOSO (Nord-Ouest et Sud-Ouest, NDLR) ». Le leader séparatiste Sisiku Julius Ayuk Tabe, incarcéré à la prison centrale de Kondengui publie un message, dans lequel il déclare :  « J'ai vu des vidéos troublantes de l'attaque barbare contre une école à Kumba. Ces criminels qui ont assassiné nos enfants sont dirigés par Sako Ikome, et non le vrai gouvernement intérimaire de notre révolution ».   
L'homme politique Akere Muna, ancien candidat à l'élection présidentielle de 2018, déclare sur Twitter : « Inimaginable et inacceptable! Ce qui s’est passé à Kumba devrait nous réveiller tous. Quel instinct barbare peut pousser quiconque à aller dans une école et tirer au hasard sur des enfants, en tuant certains? Est-ce ce que nous sommes devenus? Engourdis par la sauvagerie et le chaos, nous perdons lentement notre humanité. Aux mamans et à toutes ces familles en pleurs, nous offrons nos condoléances et nos prières. La souffrance et le deuil doivent cesser d’être le quotidien de certains citoyens ». Le prêtre Ludovic Lado déclare sur Twitter : « Des élèves fusillés par un groupe armé dans une école catholique à Fiango Kumba dans le Cameroun anglophone. C’est pour que cesse ce carnage stupide que je marchais et que je marcherai encore ! Trop c’est trop ! ».   
L'homme politique Serge Espoir Matomba écrit : « Halte au massacre des enfants à  Kumba! Encore  un drame insupportable. Refusons la banalisation de la violence. Aucune excuse et aucun pardon pour les coupables. Ils doivent être châtiés ». L'avocat Mbomo Ntimbane déclare sur Facebook : « Le régime Biya, sans être coupable, est responsable de la mort de cette dizaine d'élèves ». L'homme politique Cabral Libii, président du Parti camerounais pour la réconciliation nationale (PCRN) écrit : « Des terroristes viennent encore de frapper durement des jeunes élèves à Kumba. Des innocents qui ne cherchaient qu’à s’éduquer pour construire l’avenir de l’humanité. Quelle cruauté ! Quelle infamie ! Sincères condoléances aux familles des victimes. Que les coupables de cette boucherie soient traqués et traduis devant la justice. La République ne doit jamais faiblir et survivra à ces soubresauts. J’en appelle à l’unité nationale et transpartisane pour faire face au terrorisme et préserver l’unité nationale ». Dans une série de posts sur son compte Facebook, la députée du PCRN, Nourane Fotsing, exprime sa tristesse tout en condamnant le massacre. Selon la députée « rien ne justifie la prise d’arme contre la République ». Elle appelle également à la solidarité.  Le 28 octobre 2020, le président Paul Biya déclare une journée de deuil national pour le 31 octobre.  
Le 12 novembre 2020, avant le coup d'envoi du match contre le Mozambique, les Lions Indomptables, portant un bandeau noir en signe de deuil, s'agenouillent pendant l'hymne national au stade de la Réunification à Douala. Les joueurs s'agenouillent à nouveau pour célébrer l'ouverture du score par Vincent Aboubakar.

### Internationales
- ONU : Le 26 octobre 2020, la directrice générale de l'Unesco, Audrey Azoulay, et le Coordonnateur humanitaire au Cameroun, Matthias Z. Naab, condamnent fermement cette attaque. Le secrétaire général des Nations unies, António Guterres, se dit profondément choqué par cette attaque. L'Organisation mondiale de la santé (OMS) offre des fournitures médicales aux hôpitaux de la région. Le chef de l’ONU et le Coordonnateur humanitaire au Cameroun présentent leurs plus sincères condoléances aux familles des enfants tués, souhaitent un prompt et complet rétablissement aux blessés et apportent leurs soutiens à leur communauté[29].

## Procès
Le 7 septembre 2021, le tribunal militaire de Buéa condamne quatre prévenus à « la peine de mort avec fusillade sur la place publique ». Les quatre hommes, présentés par l'accusation comme des séparatistes anglophones, sont reconnus coupables « d'actes de terrorisme, d'hostilité contre la patrie, d'insurrection, de sécession et d'assassinat ».